# FSG Schiffweiler
Die FSG Schiffweiler (offiziell: Fußballsportgemeinschaft 1908 Schiffweiler e.V.) war ein Fußballverein aus Schiffweiler im Landkreis Neunkirchen. Die erste Fußballmannschaft spielte neun Jahre in der damals dritt- bzw. viertklassigen Oberliga Südwest. Im Jahre 2020 fusionierte der Verein mit dem benachbarten Verein FC 08 Landsweiler-Reden zum neuen Verein FSG 08 Schiffweiler-Landsweiler.

## Geschichte
Der Verein geht auf dem im Jahre 1908 gegründeten FC Falke Schiffweiler zurück, der sich im Jahre 1920 in VfR 08 Schiffweiler umbenannte. Ebenfalls 1908 gründete sich die DJK Schiffweiler, die 1934 mit dem VfR zur SpVgg 08/34 Schiffweiler fusionierte. Mit dem Ende des Zweiten Weltkrieges wurde die SpVgg aufgelöst. Am 27. April 1946 wurde der VfR 08 Schiffweiler neu gegründet, der 1949 wie alle anderen Turn- und Sportvereine vor Ort in den SV Schiffweiler aufging. Bereits zwei Jahre später wurde der VfR 08 wieder selbständig. 1956 spaltete sich die DJK Schiffweiler vom VfR ab. 1979 bildeten der VfR und die DJK eine Spielgemeinschaft, die am 29. Mai 1980 in die FSG Schiffweiler umgewandelt wurde. 
Nachdem die FSG 1982 in die Bezirksliga aufstieg gelang ein Jahr später der Durchmarsch in die Landesliga. Im Jahre 1987 gelang der Aufstieg in die Verbandsliga Saarland, dem zwei Jahre später der Aufstieg in die damals drittklassige Oberliga Südwest folgte. Dabei wurde die Mannschaft aufgrund der besseren Tordifferenz gegenüber Saar 05 Saarbrücken Meister. Nach zwei Oberligajahren erfolgte 1991 der Abstieg in die Verbandsliga. Mit exakt 100 erzielten Toren gelang der sofortige Wiederaufstieg. In den folgenden Jahren pendelte die Mannschaft in der Oberliga zwischen Mittelmaß und Abstiegskampf. Höhepunkte waren ein 8:0-Sieg gegen Südwest Ludwigshafen sowie Platz acht in der Saison 1996/97. 
1999 stieg die FSG aus der Oberliga ab und stellte kurioserweise mit Eduard Kacai den Torschützenkönig der Saison. Tiefpunkt der Spielzeit war eine 0:8-Niederlage gegen die zweite Mannschaft des 1. FC Saarbrücken. Der Vorstand sah aus finanziellen Gründen davon ab, sich im Zuge der Affäre um Dieter Bux, der ohne Spielberechtigung 29 Mal für den TuS Montabaur auflief, zurück in die Oberliga zu klagen. Ein Jahr später zog der Verein seine Mannschaft wegen der anhaltenden Finanzprobleme in die Kreisliga B zurück. Nach drei Aufstiegen innerhalb von sechs Jahren kehrte die FSG im Jahre 2006 in die Landesliga zurück und qualifizierte sich drei Jahre später durch ein Entscheidungsspielsieg für die neu geschaffene Verbandsliga Saar, die die zweithöchste Spielklasse des Saarlands darstellt. Seit der Saison 2015/16 bildete der Verein im Herrenbereich eine Spielgemeinschaft mit dem benachbarten FC 08 Landsweiler-Reden. Die beiden Mannschaften traten unter der Bezeichnung SG 08 Schiffweiler/Landsweiler-Reden an. Im Oktober 2020 erfolgte die Verschmelzung beider Vereine zum neuen Verein FSG 08 Schiffweiler-Landsweiler. Die erste Herrenmannschaft dieses Vereins spielt derzeit (Stand: Saison 2025/26) in der siebtklassigen Verbandsliga Nord des Saarländischen Fußballverbandes.

## Persönlichkeiten
- Bastian Becker
- Anthony Tieku